# Огарёв, Александр Гаврилович

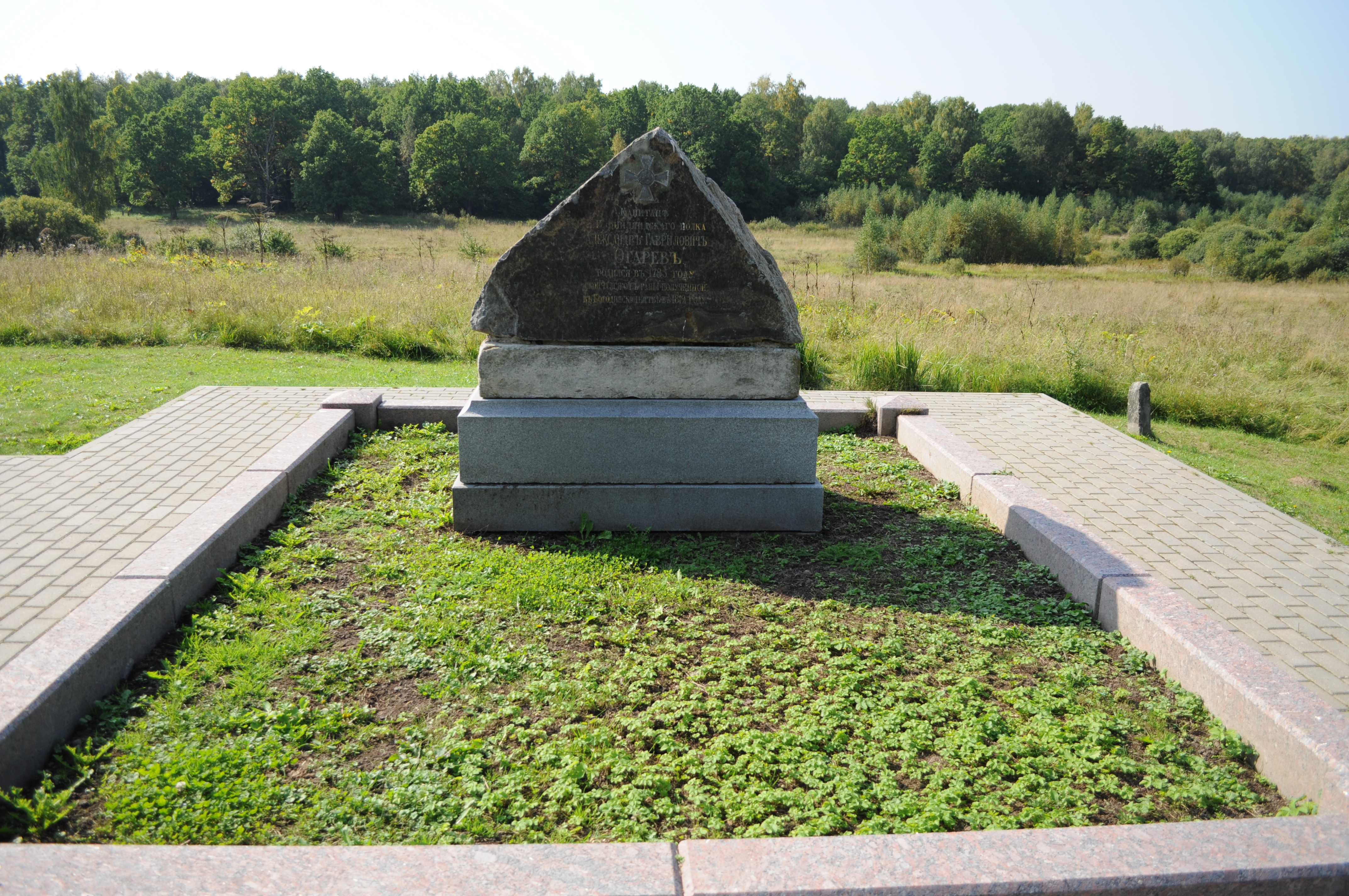
Могила на Бородинском поле

Александр Гаврилович Огарёв (1785—1812) — русский военный, капитан лейб-гвардии Финляндского полка, участник Бородинского сражения.

## Биография
Родился в 1785 году.
Дата вступления на военную службу неизвестна. В 1809—1810 годах Александр Огарёв, будучи в чине штабс-капитана, был адъютантом командира Лейб-гвардии Финляндского батальона. 
Участник Отечественной  войны 1812 года, в течение которой вёл дневниковые записи. В день Бородинской битвы, командуя цепью стрелков, капитан Огарёв был смертельно ранен. Скончался 26 августа (по старому стилю) 1812 года и был похоронен в селе Старом Можайского уезда. Надгробие ему было сооружено в 1813 году родственниками.
Захоронение капитана лейб-гвардии Финляндского полка А. Г. Огарева было перенесено на Бородинское поле из Старого села в 1964 году, и в настоящее время его могила находится рядом с памятником Лейб-гвардии Финляндскому полку.

### Семья
Был женат на Клейнмихель Варваре Андреевне. Их сын — Николай был военным и государственным деятелем.

## Награды
- Награждён орденом Св. Владимира 4-й степени и другими орденами Российской империи.
- Также награждён прусским орденом Pour le Mérite.